# Linkenboldshöhle
Die  Linkenboldshöhle  ist eine 140 Meter lange Höhle bei Onstmettingen, einem Stadtteil von Albstadt auf der Schwäbischen Alb (Baden-Württemberg).

## Beschreibung der Höhle

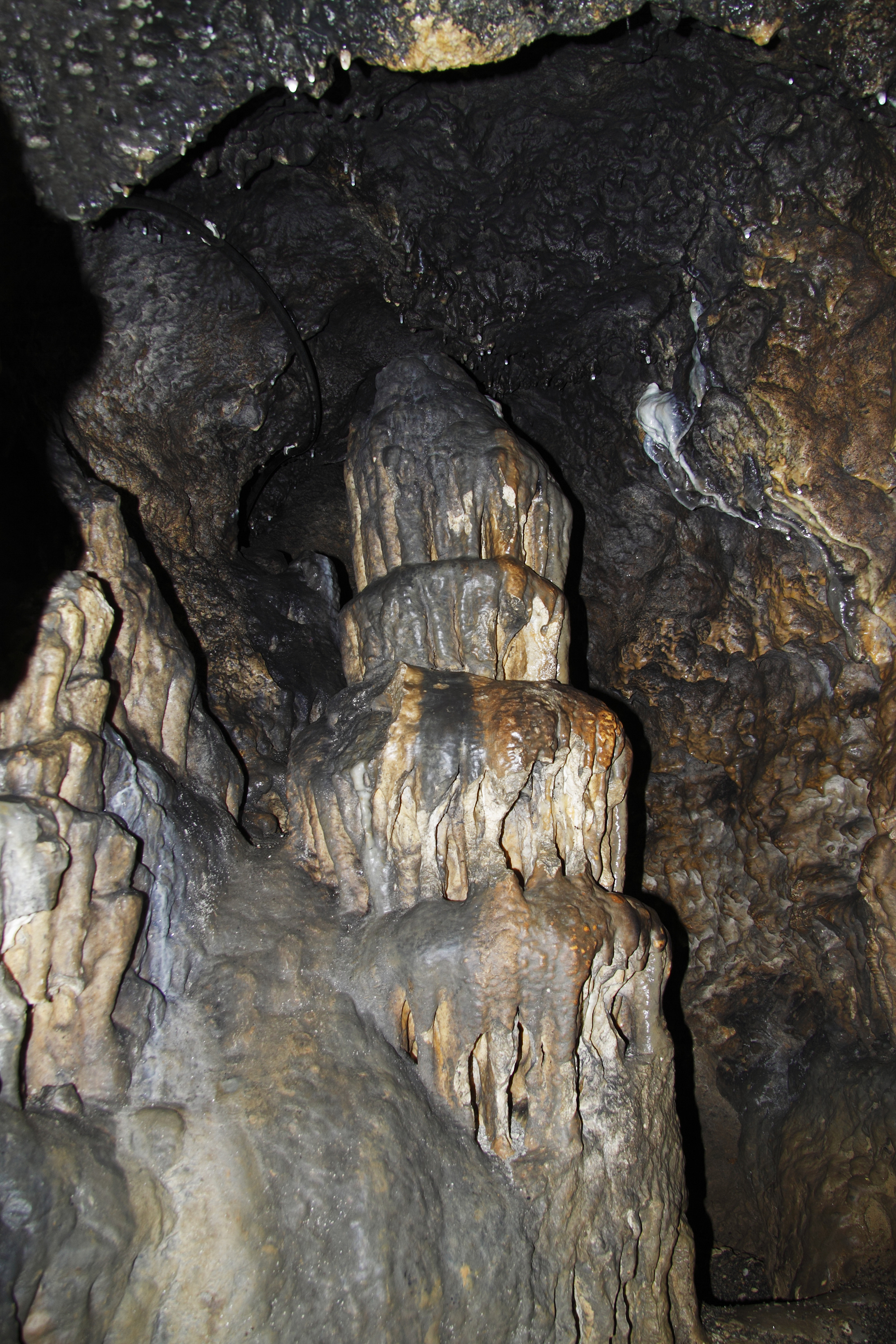
Großer Stalagmit: „Hochzeitstorte“

Die Linkenboldshöhle liegt auf 906 m ü. NN unter einer Kuppe dicht unter der Albhochfläche im Weißen Jura ε nahe der Europäischen Wasserscheide. Die Höhle weist ein konstantes Gefälle von 1°50' in Südwest-Nordost-Richtung auf, die Höhendifferenz beträgt nur 4 Meter. Der Hauptgang ist zwar an einigen Stellen recht eng, dennoch aber leicht zu befahren.
Der Bereich der Eingangsgrotte unterhalb des natürlichen Schachtloches ist durch Einsturzbereiche aufgefüllt. Von der Eingangsgrotte biegt rechts ein etwa 27 Meter langer Gang nach Norden ab und führt steil absteigend hinunter in den sogenannten Keller. Dieser Teil der Höhle hat nichts Sehenswertes zu bieten. In der Eingangsgrotte führt der Hauptgang links in südwestliche Richtung, hier findet man vielfältige Sinterformen wie Sinterfahnen, Sintervorhänge und Tropfsteine, z. B. rechts oben der Höhlengeist. In der zweiten Halle findet man den Wasserfall aus ursprünglich weißem Kalk leicht verrußt. Bei der nächsten scharfen Abbiegung nach links befindet sich die große Orgel mit vielen Hohlräumen. In der dritten Halle befindet sich ein Schacht nach oben und an einer Engstelle ein mächtiger unversehrt gebliebener Tropfstein, der nach dem Erdgeist „Linkenbold“ benannte Linkenbolderer (auch als Hochzeitstorte bezeichnet). Nach einem etwa 1,4 Meter hohen Gang erreicht man die vierte und größte Halle, die Kronprinz Wilhelm Halle. Die senkrecht nach oben gehende Spalte wird mit einer Höhe von 14 Metern angegeben. Ab hier kann man fast nur noch in gebückter Stellung weitergehen und erreicht kurz vor dem Höhlenende in einer kleinen Grotte den Backofen, eine besonders schöne Sinterform.
Die Höhle ist ein Überwinterungsbiotop für Fledermäuse und daher jeweils vom 1. Oktober bis 30. April geschlossen. Führungen werden an Christi Himmelfahrt und im September am Tag des offenen Denkmals oder nach Voranmeldung angeboten.

## Wegbeschreibung
Vom Wanderparkplatz an der Kreisstraße K7103 nach Hausen im Killertal ist die Höhle über einen breiten Weg gut zu Fuß erreichbar. Der Eingang befindet sich auf der nordöstlichen Seite der Bergkuppe Linkenbohl.

## Geschichte
Aufzeichnungen über die Höhle aus dem 18. Jahrhundert berichten von einer Höhlenbegehung des Balinger Oberamtmannes mit einem Onstmettinger Bürger im Jahre 1761. Auch der „Mechanikerpfarrer“ Philipp Matthäus Hahn erwähnt in seinen Schriften die Höhle und hat diese in den 1760er Jahren während seiner Zeit als Pfarrer in Onstmettingen besucht. Bei einer Höhlenbegehung hinterließ der Schulmeister und Mechanikus Philipp Gottfried Schaudt seinen Namen in der Höhle.
Vor der Erschließung war der Zugang nur über ein natürliches Schachtloch mit Hilfe von Leitern oder durch Abseilen möglich.
Im Jahre 1875 wurde eine „Linkenbold-Aktien-Gesellschaft“ mit dem Ziel gegründet, die Höhle durch den Bau eines Stollens, also eines bequemen Zugangs, für touristische Nutzung zu erschließen. Nach sechsmonatiger Erschließungsarbeit wurde die Höhle am 24./25. Juni 1876 mit einem Fest feierlich eröffnet. Die weitere Entwicklung verlief nicht so wie erwartet und so wurde 1939 die Aktiengesellschaft aufgelöst und die Gemeinde übernahm die Höhle. Nach dem Zweiten Weltkrieg interessierte sich niemand mehr für die Höhle. Die Gittertür wurde irgendwann aufgebrochen und mit dem unkontrollierten Zugang setzte eine Verwahrlosung der Höhle ein. In dieser Zeit hat ihre Schönheit durch Abschlagen eines Teils der Tropfsteine, durch Rußflecken der Pechfackeln und durch Abfälle stark gelitten. 1974 übernahm die Ortsgruppe Onstmettingen des Schwäbischen Albvereins die Reinigung und Betreuung der Höhle. Seit 1975 ist die Höhle mit elektrischer Beleuchtung versehen und in kleinerem Rahmen wieder der Öffentlichkeit zugänglich.

## Sagen und Legenden
Eine Sage erzählt von Linkenbold: Dies sei ein Erdmännlein – ein kleiner Kobold – im Linkenboldslöchlein, welches das wilde und mutige Heer (Wotansheer) anführe. Mit ihm sei nicht zu spaßen, er sei unberechenbar und tückisch.
Der Linkenbol wird auch als Bol (Hügel) des Lingowalt, ein anderer Name für Wotan, gedeutet. Lingowalt als oberster Gott, ist Herrscher des Lichtes und Walter des Glücks. Diese Deutung legt die Vermutung nahe, dass schon in vorgeschichtlicher Zeit der Hügel eine besondere Bedeutung hatte, dass hier also ein kleiner Kultplatz war. Denn eine Spalte in der Erde, aus der es manchmal an kalten Wintertagen dampfte und Nebel wallte, war schon etwas Besonderes, ja Göttliches.
Der Onstmettinger Heimatdichter Carl Metzger schrieb das Theaterstück „Der Linkenbolderer“, in dem Überlieferungen und Legende in sehr freier Weise verarbeitet wurde. Nach dieser Erzählung soll sich der Linkenbolderer mit seinen Leuten in der Höhle versteckt gehalten haben. Der Uraufführung des Heimatspiels am 23. Februar 1929 folgten innerhalb drei Wochen sieben Aufführungen im Talgang.

## Forschung
Die Vermessung der gesamten Höhle fand im Jahr 1980 statt. Die Messungen widerlegten die Vermutung, dass das fließende Wasser ins Höhleninnere zum Höhlenende geflossen sei. Die Neigung von knapp 2° zeigt die umgekehrte Richtung in den sogenannten Keller rechts neben dem Eingangsstollen.